# Extrema izquierda
Extrema izquierda, ultraizquierda, izquierda radical o izquierda revolucionaria son términos usados en política para definir al conjunto de movimientos, ideologías y partidos políticos que promueven sistemas sociales y económicos más a la izquierda que la izquierda política tradicional. El término es usado para describir ideologías varias, como pueden ser: maoísmo, comunismo, marxismo, anarquismo, o anarcocomunismo, entre otros.
Mao Zedong, con el movimiento rebautizado a maoísmo, es una de las entidades más referentes en cuanto a la aplicación de esta ideología política, reconocido por los mismos que profesan dichas aspiraciones,aunque pueda haber que otros no caigan en consenso sobre qué constituye a la extrema izquierda.

## Definición
La definición de la extrema izquierda varía en la literatura y no existe un acuerdo general sobre lo que implica ni un consenso sobre las características centrales que constituyen la extrema izquierda, aparte de estar a la izquierda de «la izquierda».
Eruditos como Luke March y Cas Mudde proponen que los derechos socioeconómicos están en el núcleo de la izquierda radical. Además, March y Mudde sostienen que la extrema izquierda está a la izquierda de «la izquierda» con respecto a cómo los partidos o grupos describen la desigualdad económica sobre la base de los arreglos sociales y políticos existentes.
Luke March, profesor titular de Política soviética y postsoviética en Política y Relaciones Internacionales de la Universidad de Edimburgo, define a la extrema izquierda como aquellos que se colocan a la izquierda de la socialdemocracia, que consideran insuficientemente de izquierda. Los dos subtipos principales se denominan «la izquierda radical» que desea cambios fundamentales en el capitalismo neoliberal y la reforma progresiva de la democracia, como la democracia directa y la inclusión de las comunidades marginadas; y «la extrema izquierda» que denuncia la democracia liberal como un «compromiso con las fuerzas políticas burguesas» y define el capitalismo de manera más estricta. En su posterior conceptualización, March comenzó a referirse a la política de extrema izquierda como «política de izquierda radical», que está constituida por partidos de izquierda radical que rechazan las estructuras socioeconómicas de la sociedad contemporánea que se basan en los principios y valores del capitalismo.
La política de extrema izquierda se considera radical porque exige un cambio fundamental en la estructura socioeconómica capitalista de la sociedad. March y Mudde afirman que los partidos de extrema izquierda son un actor político cada vez más estabilizado y desafían a los partidos socialdemócratas convencionales. Definen además otras características centrales de la política de extrema izquierda como el internacionalismo y un enfoque en la creación de redes y la solidaridad, así como la oposición a la globalización y el neoliberalismo.

## Partidos radicales de izquierda

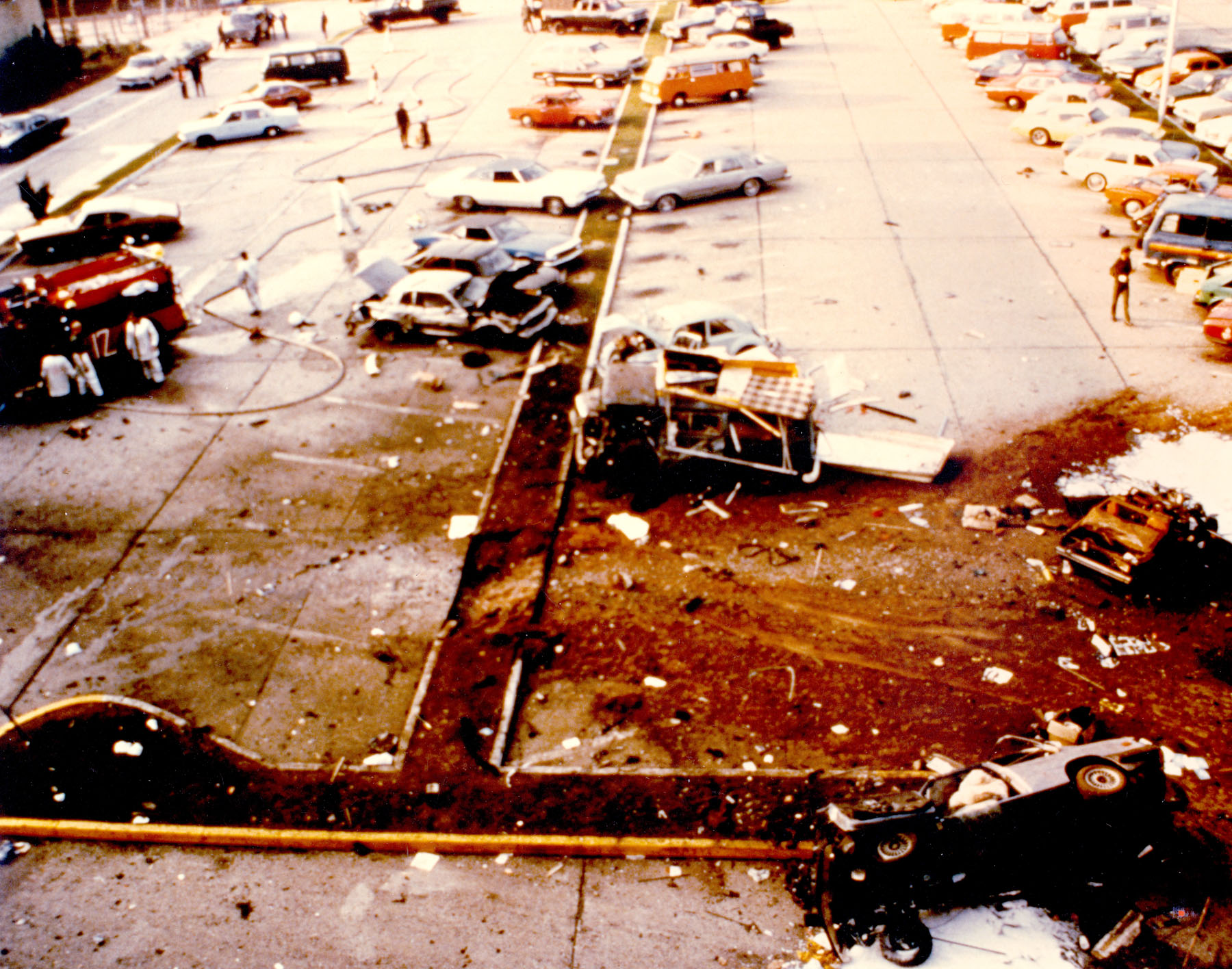
Secuelas del atentado de la base aérea Ramstein en 1981 por el grupo RAF

En Europa, el apoyo a la política de extrema izquierda proviene de tres grupos superpuestos, llamados subculturas de extrema izquierda, socialdemócratas descontentos y votantes protesta-aquellos que se oponen a la membresía de la Unión Europea en su país.
Para distinguir la extrema izquierda de la izquierda moderada, Luke March y Cas Mudde identifican tres criterios útiles:
- En primer lugar, la extrema izquierda rechaza la estructura socioeconómica subyacente del capitalismo contemporáneo.
- En segundo lugar, abogan por estructuras económicas y de poder alternativas que impliquen la redistribución de recursos de las élites.
- En tercer lugar, son internacionalistas, y ven una causalidad entre imperialismo y globalismo y cuestiones socioeconómicas regionales.

Otros clasifican a la extrema izquierda en la categoría de partidos socialistas populistas. Algunos, como el profesor Vít Hloušek y el profesor Lubomír Kopeček, de la Universidad Masaryk del Instituto Internacional de Ciencias Políticas, sugieren características secundarias, como el antiamericanismo, la antiglobalización, la oposición a la OTAN y, en algunos casos, el rechazo de la integración europea.
Luke March afirma que «en comparación con el movimiento comunista internacional de hace 30 años, la extrema izquierda ha experimentado un proceso de profunda radicalización. La extrema izquierda es marginal en la mayoría de los lugares». March identifica cuatro subgrupos principales dentro de la política europea de extrema izquierda contemporánea, comunistas, socialistas democráticos, socialistas populistas y social populistas. En Radical Left Parties in Europe (2012), March escribe: «Prefiero el término ‘izquierda radical’ a alternativas como ‘izquierda dura’ y ‘extrema izquierda’, que pueden parecer peyorativas e implicar que la izquierda es necesariamente marginal». Según March, los partidos de extrema izquierda más exitosos son «pragmáticos y no ideológicos».

## Terrorismo de extrema izquierda
El terrorismo de extrema izquierda, a veces llamado terrorismo de izquierda revolucionaria, es un terrorismo cometido con el objetivo de derrocar los sistemas capitalistas, de derecha y reemplazarlos por sociedades marxista-leninistas o socialistas. El terrorismo de izquierda también ocurre dentro de Estados socialistas como activismo contra el gobernante de turno.